# Himno a Burgos

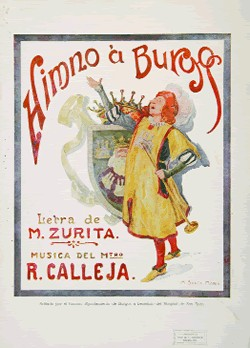
Himno Burgos.

El Himno a Burgos, con letra de Marciano Zurita y música de Rafael Calleja Gómez, fue compuesto en los años 20 y cantado por primera vez en 1926. 
La partitura original de Rafael Calleja Gómez fue donada por su viuda e hijos al Ayuntamiento de Burgos en 1939, y desde entonces estuvo guardada en la Sala de Jueces del Ayuntamiento. En octubre de 2004 fue trasladada al Archivo Municipal, donde fue restaurada y es custodiada hoy en día.
Existen varias grabaciones discográficas de la obra, entre las que destacan las del Orfeón Burgalés, dirigidas en sendas ocasiones por Ángel Juan Quesada y por Salvador Vega.

## Letra
| Cantemos unidos la insigne grandeza de nuestra Castilla, de nuestro solar, sus piedras sagradas que son fortaleza y escuela y alcázar y trono y altar. Cantemos a Burgos, tesoro bendito que España venera con honda emoción, robusto poema tallado en granito cual timbre glorioso de nuestro blasón. Aprendamos todos juntos, a cantar a nuestra tierra, a leer en su pasado, y a labrar su porvenir, a ofrendarle los cariños, que ardorosa el alma encierra y a dejar bien cimentado, su potente resurgir (bis estrofa) | Tierra sagrada donde yo nací, suelo bendito donde moriré, yo te prometo consagrarme a ti y dedicarte mis cariños mis cariños más fervientes, mis cariños y mi fe (bis verso, bis estrofa) ¡Salve, tierra sagrada de mis amores! ¡Salve, cuna adorada de mis mayores! ¡Salve! ¡Salve! ¡Salve! |